# 스텔라떡볶이
스텔라떡볶이는 대한민국의 음식점을 운영하는 브랜드이다. 

## 설명
스텔라떡볶이는 (주)장스푸드에서 운영하고 있으며 2022년에 처음으로 설립된 기업이다. 광고를 많이 하고 있으며 스텔라떡볶이에서 운영하는 음식점에서는 주로 떡볶이를 팔지만 떡볶이 외에 다양한 음식들도 함께 팔고 있다. 음식점은 대부분 수도권에서 많이 운영되고 있으며 이외에 강원특별자치도의 강릉시, 삼척시, 충청남도 공주시, 제주특별자치도의 서귀포시, 경상남도 창원시에서도 스텔라떡볶이가 운영하는 음식점이 존재한다.

## 같이 보기
- 음식점
- 떡볶이